# ساندویچ ژامبون

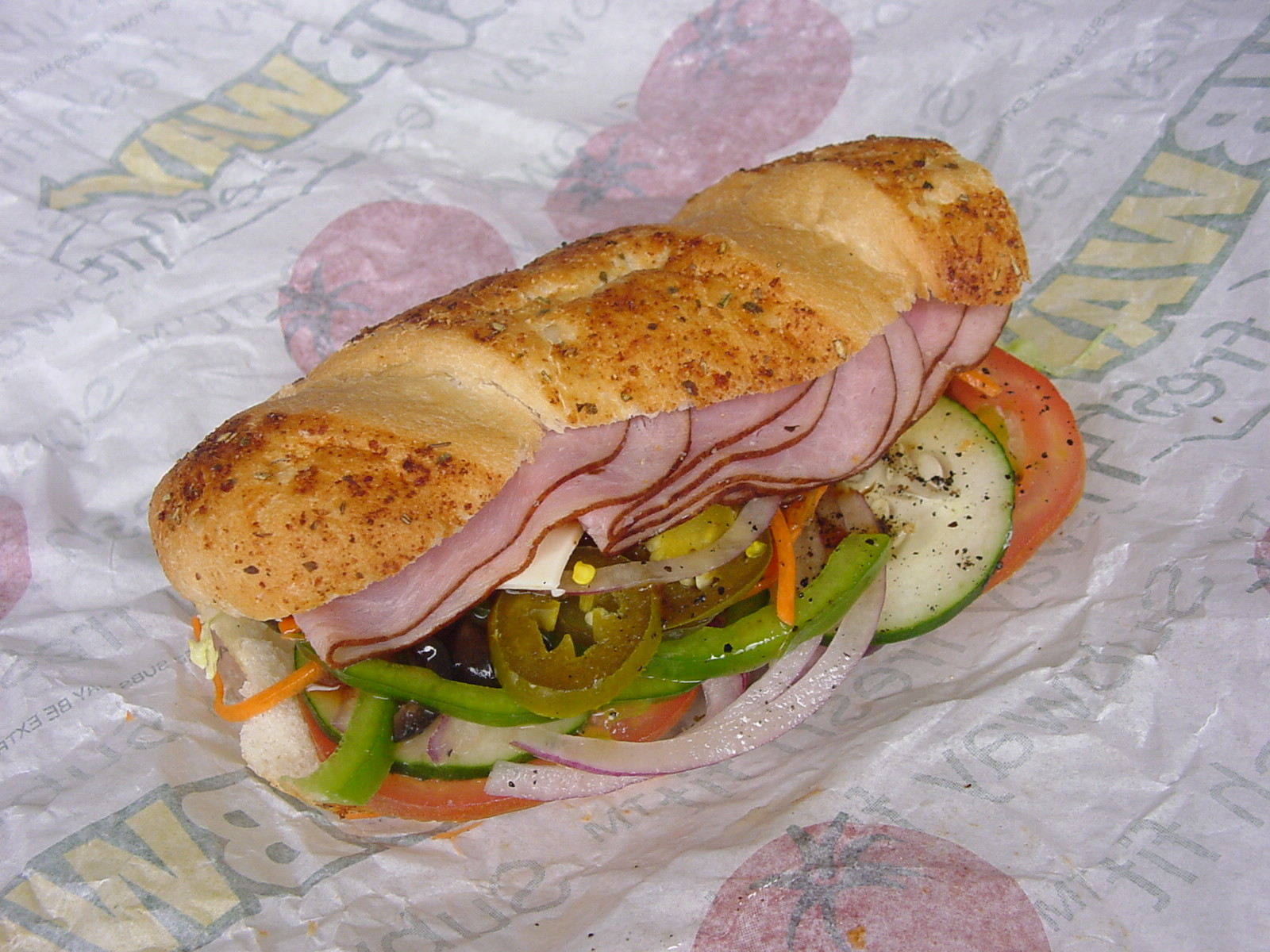
یک ساندویچ ژامبون

ساندویچ ژامبون یک ساندویچ رایج است. این ساندویچ با قرار دادن ورقه‌های ژامبون بین دو برش نان تهیه می‌شود. نان مورد استفاده می‌تواند تست یا کره‌ای باشد. این ساندویچ هم‌چنین شامل یک برش پنیر و سبزیجات از قبیل کاهو، گوجه فرنگی، پیاز و خیارشور است. به عنوان چاشنی هم معمولاً از سس خردل و سس مایونز استفاده می‌شود.